# 池上禎造
池上 禎造（いけがみ ていぞう、1911年1月10日 - 2005年12月15日）は、日本の国語学者。大阪大学名誉教授、京都大学名誉教授。

## 生い立ちと経歴
1911年（明治44年）1月10日、京都府京都市で誕生する。父は貞吉、母は満（みち）。呉服屋である「越前屋」の一人息子であった。
第三高等学校を経て、1930年（昭和5年）に京都帝国大学文学部文学科に入学。家業が傾いていたことから思うように本を買うことができなかったが、家業が倒産したことにより国語学者となる決意が固まった。1933年（昭和8年）に同国語学国文学専攻を卒業。卒業論文の題目は「上代特殊仮名遣の一考察」。
1938年（昭和13年）まで同大学院に在籍し、副手を勤めた。同年に第三高等学校講師、1942年（昭和17年）に教授となる。1949年（昭和24年）より京都大学分校教授。1963年（昭和38年）より同教養部教授。1965年（昭和40年）より大阪大学文学部教授。1974年（昭和49年）退官。同年に南山大学教授となる。1981年（昭和56年）に退職。1983年（昭和58年）に勲三等旭日中綬章受章。
2005年（平成17年）12月14日に京都市の自宅で死去。死因は老衰。享年94歳。

## 業績
池上の初期における画期的な仕事は、古代日本語における母音調和的現象の発見である。橋本進吉が再発見した上代特殊仮名遣について、1932年（昭和7年）10月の『國語・國文』に発表した論文「古事記に於ける仮名『毛・母』に就いて」において、音節結合の音韻現象によるものであること明らかにした。この論文の1ヶ月後には、有坂秀世がほぼ同内容の論文「古事記に於けるモの仮名の用法について」を『國語と國文學』に発表している。両人の結論は、後に研究史上において「有坂・池上法則」と呼ばれるに至る。
しかし池上の国語学者としての業績は、文字史・表記史などを中心とする国語史の研究で知られる。西洋では「文字は言語を写す記号に過ぎない」という考えにより、文字・表記は言語学の対象に置かれていないが、日本では表意文字と表音文字を用いていることから、文字研究に恵まれた環境にあるとして、西洋語に見られない特徴も言語学に立てる必要性を感じた池上は、文字論の確立に貢献した。
池上の戦後の論考には、「文献の資料価値を云々することは、その文献をめぐる言語生活を考えることなので、言語生活の研究は文献学への新しい光になるはずである」などのように、「言語生活」の用語が必ずといってよいほど使用されているが、これは国語史の解明に人々の言語生活を考えることが必要であること示しているからである。とりわけ池上は、中世以降の日本語について、識字層という言語生活の変動の観点から、仮名草子の出版された江戸時代初期と、学制が公布された明治時代初期を重要な時期としている。
こうした考えは漢語の研究にも繋がっている。池上は口語的な漢語や文語的な漢語から入り、明治時代初期の漢語の氾濫の状況のみならず、その時代における漢語使用の階層差を明らかにし、漢語の一つ一つに日本語としての定着度の違いがあることを示したほか、漢語の機能の問題として品詞性や造語力についても論じた。
多くの用例や図表に慣れている研究者には、池上の概説的な文章に物足りなさを感じるかもしれないが、概説風に執筆するためには膨大な知識が必要であり、さりげなく示されている文献についても、詳細な調査が行われている。

## 著作
- 『漢語研究の構想』岩波書店、1984年。